# تكتونيات

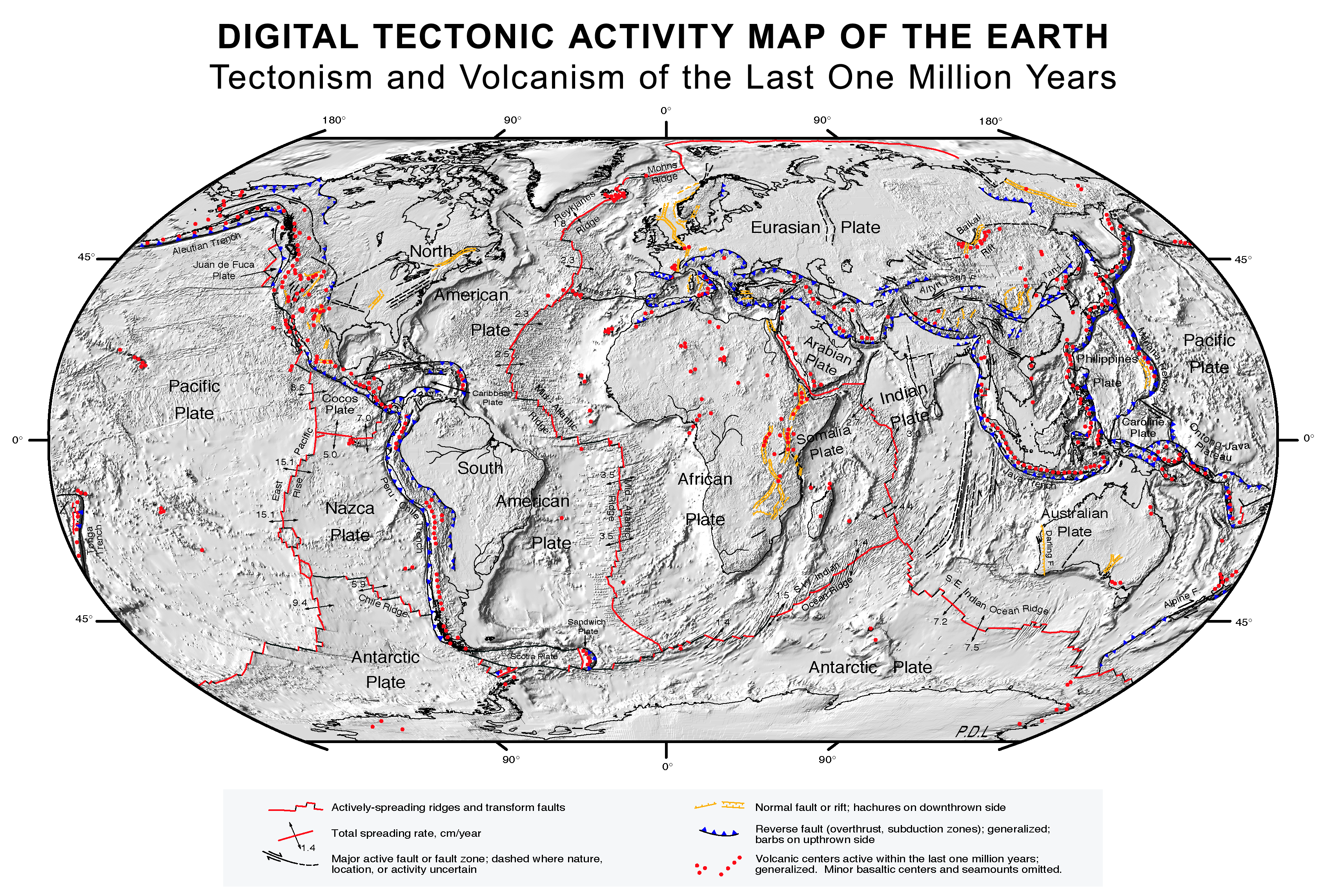
الصفائح التكتونية في العالم (اضغط على الخارطة للحصول على تفصيلات أكثر)

التكتونيات (من كلمة تكتون tekton باليونانية تعني البناء أو الباني)، هي الفرع العلمي ضمن حقل الجيولوجيا والذي يهتم ببنية القشرة الأرضية أو قشرة بقية الكواكب. إضافة للقوى والحركات التي تحدث في مناطق معينة من القشرة الأرضية لتخلق بنية جديدة أو ظواهر جيولوجية مثل الزلازل و البراكين .
تهتم التكتونيات أيضا بتشكل الجبال orogeny والتطور التكتوني للكراتون craton بالإضافة للزلازل وأحزمة الزلازل والبراكين مما يؤثر على مجمل التواجد والتجمعات البشرية. الدراسات التكتونية مهمة أيضا في دراسة أنماط الحت erosion في المورفولوجيا الجيولوجية وأيضا في الجيولوجيا الاقتصادية للبحث عن النفط وخامات المعادن
التكونيات هي المسئولة الأولى عن حدوث الزلازل والبراكين على سطح الأرض حيث أنها تكون سطح الأرض ويبلغ عدد الصفائح 16 صفيحة تكتونية، 10 منها صفائح صغيرة و6 منها صفائح عملاقة